# Super Mario All-Stars
Super Mario All-Stars es una recopilación de videojuegos de plataformas para Super Nintendo Entertainment System (SNES) de 1993. Contiene remakes de los cuatro juegos de Super Mario lanzados por Nintendo para la Nintendo Entertainment System (NES) y Famicom Disk System: Super Mario Bros. (1985), Super Mario Bros.: The Lost Levels (1986), Super Mario Bros. 2 (1988) y Super Mario Bros. 3 (1988). Como en los lanzamientos originales, los jugadores controlan al plomero italiano Mario y a su hermano Luigi a través de mundos temáticos, recogen potenciadores, evitan obstáculos y encuentran secretos. Incluye gráficos —incluido el desplazamiento de paralaje— y música mejorada, física modificada, función de guardado y corrección de errores.
Nintendo Entertainment Analysis & Development desarrolló la compilación tras la finalización de Super Mario Kart (1992) a sugerencia del creador de Mario, Shigeru Miyamoto.  Nintendo, que ya no tenía las limitaciones de la NES de 8 bits, decidió rehacerlos para la SNES de 16 bits. Los programadores basaron los diseños actualizados en los de Super Mario World (1990) y se esforzaron por mantener la sensación de los originales. Estrenó Super Mario All-Stars en todo el mundo a finales de 1993 y lo reeditó en 1994 con el Super Mario World incluido en él. Supuso la primera publicación de The Lost Levels fuera de Japón; no se lanzó en la NES en territorios occidentales porque la empresa lo consideraba demasiado difícil en aquel momento.
Super Mario All-Stars recibió elogios de la crítica y es una de las entregas de la serie más vendidos, con 10,55 millones de copias vendidas en 2015. Los reseñantes lo consideraron uno de los mejores títulos de SNES y alabaron los gráficos y la música actualizada, pero reprocharon su falta de innovación. Sirvió de base para posteriores reediciones y es descrito por Famitsu como un modelo a seguir para los remakes de videojuegos. Se reeditó dos veces con motivo de aniversarios: en 2010 —25 aniversario— en un paquete especial para Wii, y en 2020 —35.º aniversario— para Nintendo Switch como parte del servicio de títulos heredados Nintendo Switch Online. La versión para Wii vendió 2,24 millones de copias en 2011, pero recibió reseñas mixtas, con críticas por ser exactamente igual que al de SNES, carecer de juegos o características adicionales.

## Contenido
Super Mario All-Stars es una recopilación de los cuatro primeros juegos de la serie Super Mario —Super Mario Bros. (1985), Super Mario Bros.: The Lost Levels (1986), Super Mario Bros. 2 (1988), y Super Mario Bros. 3 (1988)— lanzado originalmente para la Nintendo Entertainment System (NES) de 8 bits y la Family Computer Disk System. Además, desde Super Mario Bros. 3 se puede acceder a un extra para dos jugadores basado en Mario Bros. (1983). Son remakes fieles que mantienen intactas las premisas y los diseños de niveles originales. Son videojuegos de plataformas en 2D de desplazamiento lateral en los que el usuario controla al fontanero italiano Mario y a su hermano Luigi a través de mundos temáticos. Saltan entre plataformas, esquivan enemigos y obstáculos inanimados, encuentran secretos ocultos —como warp zones y lianas verticales— y recogen potenciadores como el champiñón y la estrella de Invencibilidad.
Super Mario Bros., The Lost Levels y Super Mario Bros. 3 siguen a Mario y Luigi en su intento de rescatar a la Princesa Toadstool del villano Bowser, con el jugador en pisotear enemigos y romper ladrillos a medida que avanza. Super Mario Bros. 2 presenta un argumento y estilo diferentes: Mario, Luigi, la Princesa y Toad derrotar al malvado Rey Wart, que ha maldecido la tierra de los sueños. En este, se recoge y lanza objetos como verduras a los enemigos. Selecciona uno de los cuatro en un menú y puede salir en cualquier momento haciendo una pausa.
Los títulos incluyen actualizaciones que aprovechan el hardware de 16 bits de la Super Nintendo Entertainment System (SNES), desde bandas sonoras remasterizadas hasta gráficos renovados y la incorporación del desplazamiento de paralaje. Se modificó ligeramente la física y se corrigieron algunos fallos, como el Minus World en Super Mario Bros. El nivel de dificultad de The Lost Levels se ha reducido ligeramente: los peligros de las setas venenosas, que pueden matar, son más fáciles de distinguir, y hay más vidas extra y puntos de partida. All-Stars incluye la opción de guardar el progreso, de la que carecen las entregas originales. Los jugadores pueden reanudar las partidas desde el principio de cualquier mundo al que hayan accedido previamente o, en The Lost Levels, desde cualquier fase al que hayan accedido previamente. Se pueden almacenar hasta cuatro archivos de guardado individuales para cada partida.

## Desarrollo

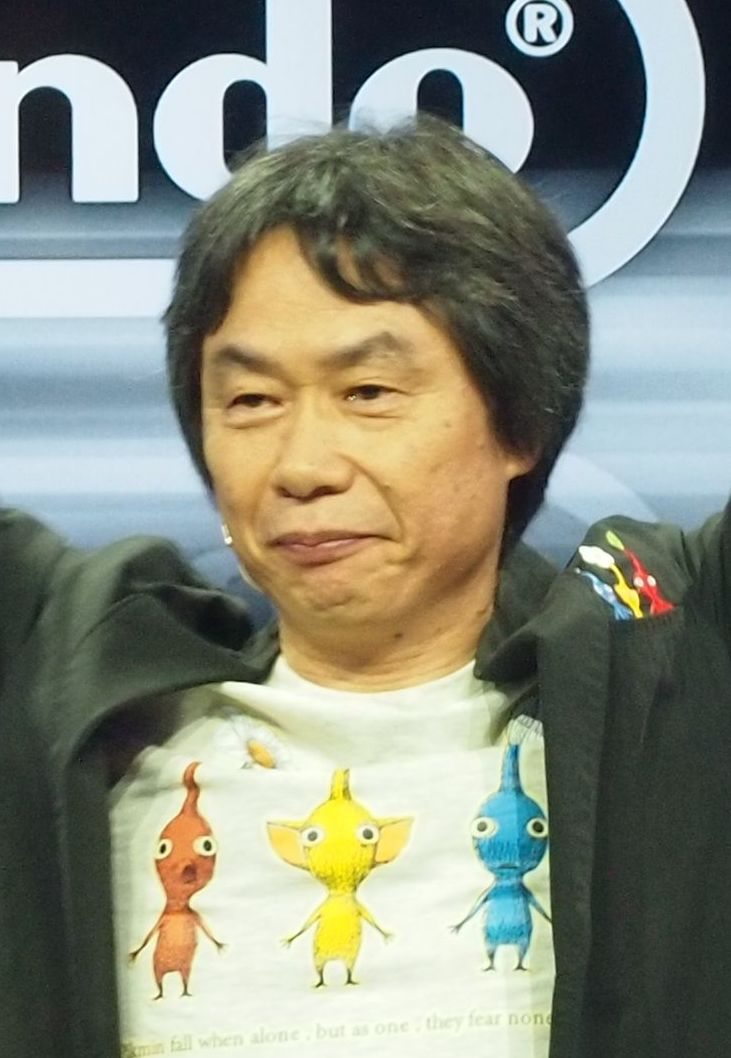
Shigeru Miyamoto en 2013

Super Mario All-Stars fue desarrollado por Nintendo Entertainment Analysis and Development, la antigua división de realización de juegos de la editorial japonesa Nintendo. Llevaba el título provisional de Mario Extravaganza, ya que según el presidente Satoru Iwata, «se trataba de un único cartucho repleto de los diez primeros años de la rica historia de Nintendo».
El concepto surgió tras la finalización de Super Mario Kart (1992). El siguiente gran juego de Mario, Yoshi's Island (1995), aún estaba en fase de producción, lo que creó un vacío en el calendario de lanzamientos. Shigeru Miyamoto, creador de Mario, sugirió realizar un «pack de valor» con todas las entregas de Super Mario. Según el ayudante de dirección y diseñador Tadashi Sugiyama, la idea era dar a los usuarios la oportunidad de experimentar The Lost Levels. Nintendo había considerado que The Lost Levels, estrenado en Japón como Super Mario Bros. 2 en 1986, era demasiado difícil para el mercado norteamericano y, en su lugar, lanzó una versión adaptada de Doki Doki Panic (1987). Como tal, no había atraído a un gran público. En lugar de simplemente transferir los videojuegos de NES a un cartucho de SNES, Nintendo los rehízo para la consola.
Una de las primeras tareas de los programadores era actualizar y retocar los gráficos. El hardware más potente permitió utilizar más colores para el supramundo. El diseñador Naoki Mori recuerda que se sentía intimidado, ya que era sólo su tercer año trabajando en la empresa y le habían encargado la actualización de su saga insignia. Los artistas basaron sus diseños en los del título de Super Mario World (1990) y añadieron un contorno negro alrededor de Mario para que destacara sobre los interiores. Para los fondos negros, como los de los castillos y las zonas de bonificación de Super Mario Bros., Mori y Sugiyama añadieron detalles como retratos de Bowser y Mario. El equipo se esforzó por conservar la sensación de los originales, dejar inalterados los diseños de los niveles y los movimientos del personaje. Para preservar la mecánica, no añadieron nuevas animaciones ni acciones.
Las modificaciones se hicieron a mano, y Sugiyama ejecutó el Super Mario Bros. original mientras trabajaba en el remake para poder compararlos. El personal que trabajó en los originales participaron y eran consultados durante el desarrollo. El grupo conservó los fallos que consideraba útiles, como la forma de generar vidas infinitas en Super Mario Bros.; sin embargo, para ese, limitaron cuántas vidas podía ganar. Sugiyama recordó que arreglaron los fallos que creían que dificultaban el progreso, aunque esto creó algunas diferencias en los controles. Para que las partidas fueran más fáciles, aumentó el número de vidas con las que se empieza. También añadieron la opción de guardar partidas, una función posible gracias a la reciente realización de los cartuchos con batería de reserva. Se añadieron puntos de guardado después de cada fase en The Lost Levels para reducir su dificultad. Aunque Mori ayudó con los otros remakes, evitó depurar The Lost Levels porque era muy difícil.

## Lanzamiento
Super Mario All-Stars fue lanzado en Japón el 14 de julio de 1993, en Norteamérica el 11 de agosto y en Europa el 16 de diciembre. En Japón, salió a la venta como Super Mario Collection. Esta recopilación supuso la primera edición de The Lost Levels fuera de ese país. Entre septiembre y octubre de 1993, Nintendo Power organizó un concurso en el que los jugadores que llegaran a una zona específica de The Lost Levels recibirían un parche de hierro de Mario. La compilación se empaquetó junto con la SNES y vendió 10,55 millones de ejemplares en 2015, incluidos 2,12 millones en Japón, convirtiéndolo en uno de los videojuegos de Super Mario más vendidos. En el Reino Unido, ha sido el más vendido en septiembre de 1993.
Nintendo reeditó el título en diciembre de 1994 como Super Mario All-Stars + Super Mario World, que añade el Super Mario World. Es en gran medida idéntico al original, pero los sprites de Luigi se actualizaron para convertirlo en un personaje distinto y no un cambio de paletas de Mario, además de que ahora Luigi en lugar de lanzar bolas de fuego por sus manos como en todos los juegos, ahora las escupe de su boca, también se dan cuatro partidas para guardar a diferencia de las tres del juego original y Yoshi fue agregado a la pantalla del título de All-Stars. Fue lanzado junto con un paquete de la consola Super Nintendo exclusivamente en América y Europa. También se publicó una versión de Super Mario Collection para Satellaview, un aditamento para Super Famicom exclusivo de Japón que permitía a los usuarios recibir títulos a través de la radio por satélite.
En 2010, con motivo del 25 aniversario de Super Mario Bros., Nintendo puso a la venta Super Mario All-Stars – 25th Anniversary Edition —Super Mario Collection Special Pack en Japón— para Wii en Japón el 21 de octubre, en Europa el 3 de diciembre y en Norteamérica el 12 de diciembre. Se presenta en un embalaje especial que contiene la imagen ROM original de Super Mario All-Stars en un disco de Wii, un libreto de treinta y dos páginas Super Mario History: 1985-2010 con arte conceptual y entrevistas, y un CD de la banda sonora con efectos de sonido y diez temas de la mayoría de las entregas de la franquicia hasta Super Mario Galaxy 2 (2010). Esta versión vendió 2,24 millones de copias —920 000 en Japón y 1,32 millones en el extranjero— en marzo de 2011, posteriormente sería relanzado con un precio reducido en 2016 junto con la línea de Nintendo Selects. El recopilatorio volvió a reeditarse en 2020 en Nintendo Switch con motivo del 35 aniversario y llegó como parte del servicio de videojuegos clásicos de la suscripción de Nintendo Switch Online.

## Recepción
La compilación recibió elogios. Los críticos pensaron que era un imprescindible que representaba lo mejor de la biblioteca de juegos de SNES, y que ocuparía a los jugadores no durante horas, si no días. Nintendo Magazine System (NMS) estimó que podría entretener hasta por un año. Un revisor de Computer and Video Games (CVG) lo describió como la versión director's cut de Super Mario, que aportaba a los fanáticos gráficos y audio actualizados, además de un juego —The Lost Levels— que pocos habían experimentado. Un analítico de Electronic Gaming Monthly (EGM), abrumado por las mejoras, lo calificó de «obra maestra de principio a fin».
Las críticos alabaron los títulos de la colección como excelentes remakes, afirmar que habían envejecido bien y apreciar el esfuerzo que supuso adaptarlos a la SNES. Para AllGame, que analizó retrospectivamente la versión que incluía Super Mario World, la compilación representaba «la cima absoluta del género de plataformas en 2D». Los reseñadores dijeron que se jugaban igual que en la NES y conservaban lo que los hacía grandes. Los revisores de EGM se mostraron satisfechos de que los diversos secretos se mantuvieran intactos. Nintendo Power escribió que mejoraban con el tiempo, mientras que EGM y CVG sugerían a los jugadores que abandonasen las anticuadas entregas de NES por la actualización de SNES. Aunque uno de los críticos de NMS admitió que prefería Super Mario World, cita los controles menos instintivos y los gráficos algo simplistas de la compilación, dijo que Super Mario All-Stars seguía mereciendo la pena adquirirlo.
A los opinantes les gustaron las actualizaciones que recibieron en la transición a la SNES. Nintendo Power por ejemplo, alabó la incorporación de una función de guardado, pues creía que daría a los usuarios que nunca terminaron los juegos la oportunidad de hacerlo. Se elogiaron los gráficos mejorados; los revisores de NMS admiraron la atención al detalle, que según ellos hacía que mereciera la pena comprar la compilación, y AllGame calificó los efectos visuales como coloridos y caricaturescos. CVG pensó que los fondos podrían haberse beneficiado con más detalles, pero GamePro pensó que eran lo suficientemente detallados. También elogiaron las bandas sonoras actualizadas. Para EGM, el audio mejoró la experiencia, y GamePro destacó la incorporación de efectos de eco y graves.
Las reseñas a Super Mario All-Stars se centraron generalmente en su falta de innovación. Aparte de las actualizaciones de 16 bits, la función de guardado y —para el público estadounidense— The Lost Levels, Nintendo Power, escribió que la compilación no presentaba nada nuevo, un sentimiento del que se hizo eco CVG. «Si el mejor cartucho que existe es una recopilación de viejos juegos de ocho bits», escribió Edge, «no dice mucho a favor del nivel de los nuevos, ¿verdad?». También discreparon sobre cuál era el mejor de la recopilación. Un crítico de EGM argumentó que Super Mario Bros. 2 lo era, pero otro y Nintendo Power dijeron que ese honor recaía en The Lost Levels. NMS, CVG y Edge, sin embargo, reprocharon The Lost Levels por su dificultad, y Nintendo Magazine System lo considera sólo un extra interesante. Según Edge, merece la pena comprar Super Mario Bros. y Super Mario Bros. 3, pero no Super Mario Bros. 2 porque la mecánica carece de fluidez y el diseño de los niveles es deficiente.

### Edición del 25 aniversario
Según el sitio web Metacritic de agregador de reseñas, Super Mario All-Stars 25th Anniversary Edition recibió «críticas mixtas o medias». Los revisores se mostraron decepcionados por la reedición inalterada, que consideraron floja. Se extrañaron de que los desarrolladores no aprovechasen el espacio extra que ofrecen los discos de Wii para añadir más juegos o utilizar la versión Super Mario All-Stars + Super Mario World. The Guardian lo comparaba desfavorablemente con el remake para Wii del título GoldenEye 007 (1997) de Nintendo 64 lanzado a principios de ese año. El escritor argumentaba que, aunque GoldenEye ofrecía nuevos gráficos, niveles y razones para jugar, Super Mario All-Stars no era más que la misma compilación estrenada en SNES en 1993. The A.V. Club llegó a afirmar que «falla en todos las fases imaginables, y también en algunos inconcebibles».
El libro The Super Mario History dividió a los periodistas. Nintendo Life y The A.V. Club lo reprocharon por considerarlo de baja calidad. Por ejemplo, Nintendo Life afirma que «ni siquiera llena la mitad de la duración potencial» de setenta y cuatro minutos del audio en CD. The A.V. Club afirmó que los documentos de diseño de los escenarios estaban «oscurecidos por imágenes y esquemas escritos en japonés sin traducción». Por su parte, IGN opinaba que no demostraba la importancia de Mario, ya que faltaba información sobre las entregas de Game Boy, Yoshi's Island y otros de Nintendo. A otros les pareció interesante; GamesRadar+ afirma que, para los fanáticos de Mario, el boceto original de Miyamoto «vale por sí solo 30 dólares».
El CD de la banda sonora recibió críticas y se consideró una oportunidad perdida. Les decepcionó que sólo contuviera diez pistas y que la mitad estuviera dedicada a efectos de sonido. Por ejemplo, Nintendo Life dijo que «ni siquiera llena la mitad de ese tiempo de ejecución potencial» de setenta y cuatro minutos de audio en CD. Del mismo modo, IGN comentó que diez pistas no eran suficientes, incluyendo sólo uno de los veinte temas de Super Mario Galaxy (2007). Por el contrario, The Guardian dijo que haría felices a los jugadores y GamesRadar+ opinó que era raro que Nintendo lanzara bandas sonoras fuera de Japón. Según GamesRadar+, contribuyó a dar importancia al CD, y señalar que contenía la primera versión oficial del «Ground Theme» de Super Mario Bros.
Nintendo Life escribió que no había razón para que no se añadiera más a la compilación, sugiriendo que no habría costado mucho esfuerzo agregar entrevistas, anuncios y otros contenidos entre bastidores. A pesar de la decepción general, los críticos afirmaron que los títulos seguían siendo de buena calidad. Algunos admitieron que preferían los originales para NES, pero otros pensaron que los gráficos actualizados de 16 bits y la adición de una función de guardado eran geniales. Sin embargo, algunos animaron a los lectores a comprarlos individualmente en el servicio Virtual Console para Wii si aún no habían adquirido. GamesRadar+, IGN y Official Nintendo Magazine señalaron que esta era una forma más barata de experimentarlas. Como escribió Nintendo World Report: «al final, el valor de [Super Mario All-Stars] reside en si quieres invertir una vez más en estos juegos clásicos de Mario».

## Legado
En 1997, cuando la redacción de EGM incluyó Super Mario Bros., Super Mario Bros. 2 y Super Mario Bros. 3 en su lista de los mejores juegos de consola de todos los tiempos, especificó la edición de All-Stars para los tres. En la lista de Super Mario Bros. 3 —clasificado en el número dos—, señalaban: «Solo un recordatorio: No incluimos recopilatorios en nuestro Top 100, o Super Mario All-Stars sería el claro número uno de todos los tiempos». En una retrospectiva de 2005, Famitsu lo calificó de modelo a seguir para los remakes de videojuegos. En 2018, Complex lo nombró como el décimo mejor de SNES. En 1996, GamesMaster lo calificó como el tercer mejor de la consola. En 1995, Total! lo nombró como el mejor de SNES en su Top 100 SNES Games escribiendo: «Este es posiblemente el mejor cartucho de cualquier sistema, en cualquier lugar».
Super Mario Advance (2001) y Super Mario Advance 4 – Super Mario Bros. 3 (2003), remakes de Super Mario Bros. 2 y 3 respectivamente para la consola portátil Game Boy Advance de Nintendo, incorporan elementos de las versiones de Super Mario All-Stars, como los gráficos y el audio actualizados, aunque con algunas modificaciones. Super Mario 3D All-Stars, un recopilatorio para Nintendo Switch de las tres primeras entregas de Super Mario en 3D —Super Mario 64 (1996), Super Mario Sunshine (2002) y Super Mario Galaxy (2007)—, se lanzó con motivo del 35 aniversario de la serie en 2020. Según Eurogamer, Nintendo se refirió internamente a este juego como Super Mario All-Stars 2 —Super Mario Collection 2 en Japón— durante el desarrollo.

### Citas
1. ↑  «業務実績» [El rendimiento del negocio]. DJ Alice (en japonés). 3 de enero de 2007. Archivado desde el original el 30 de septiembre de 2012. Consultado el 16 de enero de 2024.
2. ↑  Edge staff, 1993, pp. 98–99.
3. 1 2 3 4 5 6  Brown, Andrew (18 de agosto de 2011). «Super Mario All-Stars + World». Nintendo World Report (en inglés). Archivado desde el original el 6 de febrero de 2017. Consultado el 13 de abril de 2019.
4. 1 2 3  NMS staff, 1993, pp. 20–25.
5. ↑  Edge staff, 1993, pp. 99.
6. 1 2 3 4 5 6 7  Huey, Christian. «Super Mario All-Stars + Super Mario World». AllGame (en inglés). Archivado desde el original el 16 de febrero de 2010. Consultado el 13 de abril de 2019.
7. 1 2 3 4 5 6 7 8 9 10 11  EGM staff, 1993, p. 28.
8. ↑  G-Man, 1993, pp. 98–100.
9. ↑  Nintendo of America, 1993, pp. 5–30.
10. 1 2  Nintendo of America, 1993, p. 3.
11. 1 2  Iwata, Satoru (21 de octubre de 2010). «Super Mario All-Stars : Too Difficult Even For a Developer». Iwata Asks (en inglés). Nintendo. Archivado desde el original el 25 de julio de 2015. Consultado el 13 de abril de 2019.
12. 1 2 3 4 5 6 7  G-Man, 1993, p. 98.
13. ↑  Whitehead, Dan (15 de septiembre de 2007). «Virtual Console Roundup». Eurogamer (en inglés). Archivado desde el original el 16 de septiembre de 2014. Consultado el 1 de abril de 2015.
14. ↑  Provo, Frank (5 de octubre de 2007). «Super Mario Bros.: The Lost Levels Review». GameSpot (en inglés). Archivado desde el original el 24 de agosto de 2015. Consultado el 24 de agosto de 2015.
15. 1 2 3 4 5 6 7 8  Nintendo Power staff, 1993, p. 100.
16. 1 2  «Super Mario All-Stars (SNES / Super Nintendo) News, Reviews, Trailer & Screenshots». Nintendo Life (en inglés). Archivado desde el original el 12 de abril de 2019. Consultado el 12 de abril de 2019.
17. ↑  Kohler, Chris (14 de septiembre de 2015). «Nintendo Consolidates Its Game Development Teams». Wired (en inglés). Archivado desde el original el 15 de septiembre de 2015. Consultado el 12 de abril de 2019.
18. 1 2  Iwata, Satoru (21 de octubre de 2010). «Super Mario All-Stars : The History of Super Mario in One Game». Iwata Asks (en inglés). Nintendo. Archivado desde el original el 25 de julio de 2015. Consultado el 13 de abril de 2019.
19. 1 2 3 4 5 6 7  Iwata, Satoru (21 de octubre de 2010). «Super Mario All-Stars : Updating the Graphics». Iwata Asks (en inglés). Nintendo. Archivado desde el original el 25 de julio de 2015. Consultado el 13 de abril de 2019.
20. 1 2  Whitehead, Thomas (20 de agosto de 2015). «Mario History: Super Mario All-Stars—1993». Nintendo Life (en inglés). Archivado desde el original el 12 de abril de 2019. Consultado el 12 de abril de 2019.
21. ↑  McLaughlin, Rus (13 de septiembre de 2010). «IGN Presents: The History of Super Mario Bros.». IGN (en inglés). Archivado desde el original el 12 de abril de 2019. Consultado el 12 de abril de 2019.
22. ↑  Schreier, Jason (7 de junio de 2015). «30 Minutes of Impossibly Precise Mario Speedrunning». Kotaku (en inglés). Archivado desde el original el 2 de abril de 2015. Consultado el 19 de junio de 2019.
23. ↑  Ashcraft, Brian (28 de octubre de 2010). «Super Mario All-Stars Coming To America». Kotaku (en inglés). Archivado desde el original el 3 de mayo de 2015. Consultado el 19 de junio de 2019.
24. 1 2 3 4  Iwata, Satoru (21 de octubre de 2010). «Super Mario All-Stars : Of Course, the Way It Feels is Key». Iwata Asks (en inglés). Nintendo. Archivado desde el original el 25 de julio de 2015. Consultado el 13 de abril de 2019.
25. ↑  Nintendo Power staff, 1993, p. 22.
26. 1 2  O Malley, James (11 de septiembre de 2015). «30 Best-Selling Super Mario Games of All Time on the Plumber's 30th Birthday». Gizmodo (en inglés). Archivado desde el original el 16 de noviembre de 2018. Consultado el 22 de abril de 2019.
27. ↑  «Japan Platinum Game Chart» (en inglés). The Magic Box. Archivado desde el original el 17 de octubre de 2012. Consultado el 18 de abril de 2019.
28. ↑  CVG, 1993, p. 7.
29. ↑  «Super NES Games» (en inglés). Nintendo. Archivado desde el original el 20 de septiembre de 2008. Consultado el 31 de julio de 2018.
30. ↑  Bivens, Danny (27 de octubre de 2011). «Satellaview». Nintendo World Report (en inglés). Archivado desde el original el 27 de enero de 2016. Consultado el 14 de abril de 2019.
31. 1 2  Ashcraft, Brian (2 de septiembre de 2010). «Report: Wii Getting Super Mario All-Stars». Kotaku (en inglés). Archivado desde el original el 14 de abril de 2019. Consultado el 14 de abril de 2019.
32. 1 2  «Super Mario All-Stars 25th Anniversary Edition (Wii) News, Reviews, Trailer & Screenshots». Nintendo Life (en inglés). 9 de febrero de 2011. Archivado desde el original el 8 de octubre de 2018. Consultado el 14 de abril de 2019.
33. 1 2 3 4 5 6 7 8 9 10 11  McFerran, Damien (21 de diciembre de 2010). «Super Mario All-Stars 25th Anniversary Edition Review (Wii)». Nintendo Life (en inglés). Archivado desde el original el 14 de abril de 2019. Consultado el 14 de abril de 2019.
34. ↑  «Nintendo Co., Ltd. Financial Results Briefing for Fiscal Year Ended March 2011» (en inglés). Nintendo. 26 de abril de 2011. p. 5. Archivado desde el original el 24 de junio de 2016. Consultado el 22 de abril de 2019.
35. ↑  Doolan, Liam (3 de septiembre de 2020). «Super Mario All-Stars Is Now Available On Nintendo's Switch Online SNES Service». Nintendo Life (en inglés). Archivado desde el original el 3 de septiembre de 2020. Consultado el 3 de septiembre de 2020.
36. ↑  «Super Mario All-Stars for Super Nintendo» (en inglés). GameRankings. Archivado desde el original el 9 de diciembre de 2019. Consultado el 6 de enero de 2021.
37. 1 2 3 4 5  CVG staff, 1993, p. 32.
38. 1 2 3 4 5  Edge staff, 1993, p. 86.
39. 1 2 3  NMS staff, 1993, p. 25.
40. ↑  «The Super League». SNES Force (en inglés) (8 (Enero de 1994)): 30. 23 de diciembre de 1993.
41. ↑  «News». Nintendo Magazine System (en inglés) (22): 10. Julio de 1994.
42. 1 2  CVG staff, 1993, p. 31.
43. 1 2  CVG staff, 1993, p. 30.
44. 1 2 3  NMS staff, 1993, pp. 23–25.
45. ↑  NMS staff, 1993, p. 23.
46. 1 2 3 4  NMS staff, 1993, p. 24.
47. ↑  Nintendo Power staff, 1993, p. 16.
48. 1 2 3  «Super Mario All-Stars: 25th Anniversary Edition for Wii Reviews» (en inglés). Metacritic. Archivado desde el original el 19 de febrero de 2018. Consultado el 22 de abril de 2019.
49. 1 2 3 4  Alan Mariott, Scott (17 de diciembre de 2010). «Super Mario All-Stars Review». G4 (en inglés). Archivado desde el original el 26 de enero de 2019. Consultado el 16 de junio de 2019.
50. 1 2 3 4 5 6 7 8  Elston, Brett (11 de diciembre de 2010). «Super Mario All-Stars review». GamesRadar+ (en inglés). pp. 1-2. Archivado desde el original el 22 de abril de 2019. Consultado el 24 de abril de 2019.
51. 1 2 3 4 5 6 7 8  George, Richard (10 de diciembre de 2010). «Mario All-Stars Limited Edition Review». IGN (en inglés). Archivado desde el original el 22 de abril de 2019. Consultado el 26 de abril de 2019.
52. 1 2 3  Hernandez, Pedro (17 de diciembre de 2010). «Super Mario All-Stars Review». Nintendo World Report (en inglés). Archivado desde el original el 22 de abril de 2019. Consultado el 26 de abril de 2019.
53. 1 2  Scullion, Chris (2 de diciembre de 2010). «Review: Super Mario All-Stars Wii». Official Nintendo Magazine (en inglés). Archivado desde el original el 5 de diciembre de 2010. Consultado el 16 de junio de 2010.
54. 1 2 3 4 5 6 7  Howson, Greg (6 de diciembre de 2010). «Super Mario All-Stars 25th Anniversary—review». The Guardian (en inglés). Archivado desde el original el 22 de abril de 2019. Consultado el 26 de abril de 2019.
55. 1 2 3 4 5 6 7 8 9  Heisler, Steve (27 de diciembre de 2010). «Super Mario All-Stars Limited Edition». The A.V. Club (en inglés). Archivado desde el original el 22 de abril de 2019. Consultado el 26 de abril de 2019.
56. ↑  EGM staff, 1997, p. 156.
57. ↑  Famitsu staff, 2005, p. 41.
58. ↑  Knight, Rich (30 de abril de 2018). «The Best Super Nintendo Games of All Time». Complex (en inglés). Archivado desde el original el 9 de enero de 2022. Consultado el 12 de febrero de 2022.
59. ↑  «The GamesMaster SNES Top 10». GamesMaster (en inglés) (44): 75. Julio de 1996. Archivado desde el original el 5 de julio de 2022. Consultado el 6 de julio de 2022.
60. ↑  «Top 100 SNES Games». Total! (en inglés) (43): 38. Julio de 1995.
61. ↑  «３．開発者インタビュー『スーパーマリオアドバンス』» (en japonés). Nintendo. Archivado desde el original el 31 de julio de 2018. Consultado el 7 de julio de 2019.
62. ↑  Harris, Craig (14 de mayo de 2003). «E3 2003: Hands on: Super Mario Advance 4». IGN (en inglés). Archivado desde el original el 13 de abril de 2019. Consultado el 13 de abril de 2019.
63. ↑  Bee, Jonathan (27 de enero de 2016). «Super Mario Advance 4: Super Mario Bros. 3 Review (Wii U eShop / GBA)». Nintendo Life (en inglés). Archivado desde el original el 13 de abril de 2019. Consultado el 13 de abril de 2019.
64. ↑  McWhertor, Michael (3 de septiembre de 2020). «Nintendo bringing Super Mario 64, Sunshine, and Galaxy to Switch». Polygon (en inglés). Archivado desde el original el 15 de septiembre de 2020. Consultado el 3 de septiembre de 2020.
65. ↑  Phillips, Tom (31 de marzo de 2020). «More details emerge on Nintendo's Mario remasters». Eurogamer (en inglés). Archivado desde el original el 15 de septiembre de 2020. Consultado el 31 de marzo de 2020.